# 魚頭
魚頭（ぎょとう）
1. 魚のあたま[1][2]
2. 妖怪。本項で紹介。[要検証 – ノート]

魚頭（ぎょとう）とは、身体は人間、頭は鮪に似た魚を持つ妖怪。
主食は人肉。小魚を食べる事もある。特に幼い子供の柔らかい肉を好んで食べる。
漢初期頃から生息が確認されており、生息が確認されてから400年後に姿を消した。諸説によると付近に棲む漁師達が子供を近寄らせなくなったため、海から出ることが出来ない魚頭は絶滅したと考えられている。